# パラシュート部隊 (お笑いコンビ)
パラシュート部隊（ぱらしゅーとぶたい）は、ワタナベエンターテインメント九州事業本部所属のお笑いコンビ。1999年結成。福岡県を拠点に活動中。

## 来歴・人物
コンビ名の由来は『あしたのジョー』の作中の一コマから拝借した。当初は東京を拠点に活動していた。2人とも大阪府出身だが、長年福岡県を拠点に活動しているため、博多弁で話すこともある。
2000年、『内村プロデュース』（テレビ朝日）にゲストとして多数出演。斉藤の泣き芸が内村光良のツボにはまり、芸歴2年目ながら初期の『内P』に花を添えた。しかし、徐々に出演機会が減っていった。この時の状況を斉藤は「気が付いたら周りはそうそうたるメンバーだった。大喜利などはまったくウケず、他の芸人さんたちが自分のスベり待ちで後に控えているような状況だった」、矢野は2002年放送の「一発ギャグワールドカップ」前に「本番前に吐いた」などと振り返っている。
2006年、ワタナベエンターテインメント九州支部の立ち上げに伴い、ワタナベエンターテインメント九州事業本部に所属。ゴリけんとともに活動の拠点を福岡県に移した。当初はマネージャーも付かず、仕事を自分たちで取りに行くしかなかった。しばらくは井上陽水や海援隊を輩出したライブ喫茶照和でネタを披露していたが、ミュージシャン以外が照和でライブをするのは初めてのことであった。また、改編期などを中心にテレビ局に顔を出し、会った人と飲みに行くということを繰り返しながら福岡のテレビ局員との人脈を形成していった。これは博多華丸の「福岡は人との付き合いが大事だからお酒とかゴルフがいけると人脈が広がる」とのアドバイスに基づいたもので、斉藤は飲む酒を黒霧島に変えて「朝まで飲んでも耐えられる肝臓を特訓の末手に入れた」。また、仕事を手に入れるために両者ともゴルフを始めた。
2009年9月、行動を共にしてきたゴリけんとの冠番組『ゴリパラ見聞録』（テレビ西日本）が放送開始。もともとこの番組は、3人の楽屋での会話が「ネタとかより面白い」と考えたディレクターが、彼らの活かし方を考えた結果オンを撮らずにオフを撮っていけばいいのではと思って企画したものであった。
旅の途中での出演者同士の愚痴や貶し合い、番組内で「一献」と呼ばれる出演者の飲み会でさらけ出される人間的な弱みをありのままに放送するスタイルで徐々に人気を集めると、フジテレビ系列や関東ローカルなどで次々と放送が拡大され、全国的な知名度を得るようになり、代表番組となる。こうした経緯や演出の特徴などから『九州の水曜どうでしょう』という異名を持ち、後に番組のファンである本広克行の計らいにより、2016年の「さぬき映画祭」を皮切りに水曜どうでしょうディレクター陣（嬉野雅道・藤村忠寿）とのコラボ企画が何度か実現するまでに至っている。
2016年、矢野が『ゴリパラ見聞録』の新春特番で結婚を報告、3月21日に『ゴリパラ見聞録』のイベントとして、披露宴を福岡サンパレスにて開催。
2017年、LINE LIVEにて冠番組『パラシュート部隊の福岡道場』が配信開始。7月10日、矢野に第1子となる女児が誕生。立ち合いの様子が『ゴリパラ見聞録』で放送された。
2018年、20周年記念単独ライブツアー「ハタチ」を開催した。
2020年、YouTubeに「パラシュート部隊チャンネル」を開設。福岡県公式「ふくおかファンクラブ」アンバサダーにゴリけんとともに就任。2022年8月、「健康応援部隊」就任、2023年9月、「スマソる?プロジェクト」サポーター就任となっている

## メンバー
斉藤 優（さいとう ゆう、1978年10月12日 - ）（46歳）
- ボケ・ネタ作り担当。立ち位置は向かって左。
- 本名：齋藤 優（読み同じ）
- 大阪府豊中市出身、箕面自由学園高校卒業。
- 身長157cm。血液型はAB型[注 2][要出典]。
- 2004年に結婚、同年11月3日に女児が誕生した。妻（通称・マリちゃん）は現役バレリーナ。斎藤はいわゆる恐妻家を自称している。
- 教師をしている兄がいる。温和な性格で、東京時代から弟の芸人活動を支えており、相方の矢野やゴリけんからも仏のような人柄と評される。また実父は斉藤の幼少期に蒸発しており、『ゴリパラ見聞録』（テレビ西日本）においても暗い過去エピソードとして時折触れられる。
- 趣味は漫画。特に好きなのは『三国志』と『キングダム』。原泰久と交流があり、原は『ゴリパラ見聞録』のDVDのジャケットを手掛けた。時折、趣味を語るトークイベントを行っている。
- 現役のモノノフ（ももいろクローバーZのファン）で、推しは百田夏菜子。
- 特技はラグビーと公言しているが実は不得手である[注 3]。その他、そろばん2級、合コンの司会、九州観光マスター3級[注 4]。
- 自動車の運転には自信があり、実際に『ゴリパラ見聞録』では斉藤が運転を担当することがほとんどである。
- 過去に鹿児島ローカルで長年番組を持っていたこともあり、今でも鹿児島や宮崎では知名度が高い[7]。
- ギャンブル好きであるが勝つことは稀である。そのため、周囲から金を借りることがある。
- 天然パーマや胸毛の濃さ、金属アレルギー、口臭など、コンプレックスを多数持っている。
- 愛車はレクサス・NX。車の購入費用一部の100万円を相方の矢野に借りていたが完済した。

矢野 ペペ（やの ぺぺ、1979年2月7日 - ）（46歳）
- ツッコミ担当。立ち位置は向かって右。
- 本名：矢野 広崇（やの ひろたか）
- 大阪府豊中市出身、豊中市立第十四中学校[8]、大阪府立豊島高等学校卒業。
- 身長180cm。血液型はB型。
- 父は元消防士であった。『ゴリパラ見聞録』2023年10月27日放送回で父親が亡くなったことを報告した。
- かつてバイトしていたガソリンスタンドの目の前で車の炎上事故が起きた際に、消火活動を手伝い表彰された事がある。
- ネタは基本的に作らないが、2018年1月開催の『ゴリパラ見聞録』のイベントでは、自身が考えたピンネタを披露したもののスベる[9]。2019年6月開催のイベントでも自身が考えたピンネタを披露したが、再びスベる。
- 2016年に結婚。披露宴を『ゴリパラ見聞録』のイベントにて行った。2017年7月10日、第1子となる女児が誕生した。矢野の性格が原因で離婚の危機を何度か迎えている[10]。
- 芸名の由来は、学生時代に矢野っぺと呼ばれ、矢野ペペに変化し広がったのがきっかけである。「ぺぺ」の表記は平仮名、片仮名どちらでも良い。
- 上京当時はヒロシら芸人仲間6人と中野区沼袋の6畳一間のアパートで共同生活を送っていた[11][12]。
- 趣味は漫画レンタル、読書。また、仕事関係の人々と親睦を深めるためにゴルフを始めた。
- 特技はファッション情報の収集。中学・高校時代は野球とサッカーをしていた（ただし、サッカーは中学2年生の夏に始めたが、高校1年生の時に辞めている）。
- 愛車はボルボ・XC60。

## 現在の出演番組

### テレビ
コンビでの出演
- ゴリパラ見聞録（テレビ西日本、2009年 - ）
- ももち浜ストア[注 5]（テレビ西日本） - 火曜レギュラー
- 六本松サテライト（NHK FM〈福岡〉→NHK総合〈福岡〉、2021年4月 - ） - 元々は金曜放送のラジオ番組だったが、2023年4月からは毎月第4土曜のテレビ放送となった。
- 福岡お役立ち情報バラエティたくなる（TVQ九州放送）
- 華丸・大吉の20○○今年はなんしよったと？（テレビ西日本） - 『華丸・大吉のなんしようと?』の年末特別番組。2014年以降の全ての回に出演

斉藤のみ
- めんたいワイド（福岡放送）- 火曜・木曜レギュラー
- ナンデモ特命係 発見らくちゃく!（福岡放送）
- 地元検証バラエティー 福岡くん。（福岡放送）※矢野も不定期でゲスト出演 [13]
- 優&舞の知っトク！ふくおか（福岡放送）

矢野のみ
- タダイマ!（RKB毎日放送） - 木曜コーナー「ととのいマップ」担当。2022年3月までは月曜レギュラー、2023年3月27日までは水曜レギュラー（中継）を担当。
- PAO〜N TV（九州朝日放送）
- 地元応援live Wish+（九州朝日放送） - 月曜レギュラー

### ラジオ
- PAO〜N（KBCラジオ）- 火曜レギュラー。※矢野のみ

### CM
- 西原商会（2017年 - ）
- KRH「足場を組む人間、組まない人間」篇（2023年 - ）
- 三井住友銀行「カードレスが選びちゃいますローン」（2023年 - ）※斉藤のみ
- ワンダーランド「斉藤優さん登場」篇・「斉藤優さん発進」篇（2024年4月12日 - ）※斉藤のみ（声の出演）

## 過去の出演番組等

### テレビ
- 爆笑オンエアバトル（NHK総合） ※戦績1勝5敗 最高429KB[注 6]
- 内村プロデュース（テレビ朝日）
- 桂芸能社（TBS）
- 日本放送教室（フジテレビ）
- トーキョープラズマボーイズ （フジテレビ）
- OUT OF ORDER（テレビ朝日）
- ピィース!（テレビ西日本）
- ちかっぱ!（テレビ西日本）
- 今夜も万事快調!（テレビ西日本）
- コレカラ（テレビ西日本）
- ナイトシャッフル（福岡放送）
- HKT48のごぼてん!（テレビ西日本）[14]
- ナイトシャッフルG（福岡放送）※斉藤のみ
- ナチコラル学園（福岡放送） ※斉藤のみ
- ハチナビプラス（テレビ西日本） ※斉藤のみ
- タマリバ（テレビ西日本） ※斉藤のみ
- ぐるぐるアース（テレビ西日本） ※矢野のみ
- ハチナビ スーパーニュース（テレビ西日本） ※矢野のみ
- GeeBee（テレビ西日本） ※矢野のみ
- 豆ごはん。（RKB毎日放送） ※矢野のみ
- かごしまパチプレTV （鹿児島放送）
- Pパラダイス（RKB毎日放送） ※矢野のみ
- TNC番組開発部（テレビ西日本） ※矢野のみ
- 頑張るキミに花束を!（福岡放送）[15] ※斉藤のみ
- FUKUOKA勝手にランキング今夜決定!最強のうどんベスト5（TVQ九州放送、2017年7月8日）
- パラシュート部隊のおつまみTV（テレビ西日本、2019年3月21日）- 冠特番[16][17]
- HKTのピシャッと48（テレビ西日本） ※不定期出演。どちらか一方のみが単独で出演するが、矢野の割合が多い。
- 内村さまぁ〜ず#320、#323、#324[18]
- クイズ福岡72市区町村 ここはどこ？（TVQ九州放送）
  - 2020年度（2020年9月19日）[19]
  - 2021年度（2021年9月25日）[20]
  - 2022年度（2022年3月26日）[21]

- ぽかぽか（フジテレビ、2023年1月16日 - 20日[22]・2024年9月6日[23]）
- 生放送!!晩ごはん今なん食べとーと？（テレビ西日本）
- グルメドラフトシリーズ（TVQ九州放送）
  - 福岡最強の餃子ベスト5（2018年12月29日）
  - 福岡最強のカレーベスト5（2020年1月4日）[24]
  - 福岡最強のパンベスト5（2021年12月26日）[25]
  - 福岡のラーメンベスト5（2022年12月29日）[26]
  - グルメドラフト2025 県外の人に食べてほしい! 福岡グルメベスト5（2025年1月4日）[27]※矢野のみ。

- パラシュート部隊の親孝旅行（テレビ西日本[28]、2025年3月25日）- 冠特番

特別番組
- ゴリパラどうでしょう / 水曜見聞録
  - 2本とも水曜どうでしょうとのコラボ。さぬき映画祭2017で上映された後、HTBオンデマンドにて配信

### ラジオ
- ベロベロバー（KBCラジオ）
- ベロキュー（KBCラジオ）
- KBC長浜横丁（KBCラジオ）
- 徳永玲子のお昼ドキッ！（KBCラジオ）※斉藤のみ[29]

### ドラマ
- 美女か野獣 第8話（フジテレビ、2003年2月27日 - お笑いコンビ 役
- 連続テレビ小説「おむすび」（NHK、2024年後期） - 大村伸介 役（斉藤）[30]、サラリーマン 役（矢野、役名なし）[31][32]
- クジャクのダンス、誰が見た?（TBS、2025年1月クール） - 西陣誠 役（斉藤）[33]、屋台のお客 役（矢野、第8話のみ）[34]

＜斉藤のみ＞
- 特命係長 只野仁（テレビ朝日、2003年 - ） - 久保順平 役
- ザ・ヒットパレード〜芸能界を変えた男・渡辺晋物語〜（フジテレビ、2006年5月26日・27日） - 桜井センリ 役
- めんたいぴりり（テレビ西日本、2013年8月3日、8月5日 - 29日、） - 松尾竹吉 役
  - めんたいぴりり2（テレビ西日本、2015年2月20日・27日） - 松尾竹吉 役
- 特命係長 只野仁 AbemaTVオリジナル（AbemaTV、2017年1月7日 - 2月4日） - 久保順平 役[35]
  - AbemaTVオリジナル2 スピンオフドラマ「夢見るサウナ」（AbemaTV、2017年12月30日 - 2018年1月3日〈全5話〉） ‐ 久保順平 役[36]
- こりゃもてんばい（NHK、2023年7月29日）[37]

### 映画
＜斉藤のみ＞
- 特命係長 只野仁 最後の劇場版（松竹、2008年） - 久保順平 役
- 映画 めんたいぴりりパンジーの花（クロックワークス、2023年） - 松尾竹吉 役[38]

### WEB
- パラシュート部隊の福岡道場（LINE LIVE、2016年6月 - 2019年3月、同年5月 - 12月）[39]

隔週火曜日午後9時頃から約1時間生配信を行っている。当初はテレビ西日本公式アカウントにて、TNC本社ビルから配信をしていたが、諸事情により2019年3月の第71回配信を以て一旦終了した。その後、2019年5月に『パラシュート部隊の真福岡道場』と改題の上で当配信専用アカウントを立ち上げ、ワタナベエンターテインメント九州事業本部内から配信を再開した。

### 舞台
- OUT OF ORDER（2002年 - 2003年）
- でんさん危機一髪（2015年） ※めんたいぴりりのスピンオフ
- もしも、あの時・・・（2016年）
- 幽霊でもよかけん、会いたかとよ[40]
  - 2023年8月19日・20日（長与町民文化ホール）
  - 2023年11月11日・12日（レソラNTT夢天神ホール）
  - 2024年10月4日 - 6日（草月ホール）
- それでも夢は見ている～こりゃもてんばい～（ぽんプラザホール、2024年9月24日 - 29日）[斉藤]原案・脚本で参加[矢野]ゲスト出演

＜斉藤のみ＞
- めんたいぴりり〜博多座版〜（2015年） - 松尾竹吉 役
  - めんたいぴりり〜博多座版〜 未来永劫編（2019年3月30日 - 4月21日：博多座、2019年9月22日 - 29日：明治座） - 松尾竹吉 役
- 熱血！ブラバン少女。 （2017年） - 牟田口正義 役[41]
- しゃーSHE彼女3（ぽんプラザホール、2023年10月25日） - ゲスト出演
- こりゃもてんばい4（ベイサイドライブホール BY ACTIVE HAKATA、2024年1月30日 - 2月4日） - 原案・脚本で参加
- 新生!熱血ブラバン少女。（2024年4月6日 - 21日、博多座 / 4月26日 - 28日、新歌舞伎座）[42]

### CM
- 資生堂「uno」（2005年）[43]
- MUSICBATTLE MBN 07-08 （2008年） - WebCM
- P-ZONE （2013年） ※矢野のみ[44]
- 西鉄バスエコルカード（2015年）[45]
- 日清麺ニッポン福岡 博多とんこつラーメン （2016年） ※斉藤のみ
- 九州電力 「おしえて！オール電化」（2017年） ※斉藤のみ
- スポーツくじBIG（2018年9月）[46]
- セブンイレブン「九州美味いもんフェア」（2024年7月2日 - 12日）[47]

### その他
- ゴリペラ券売録（2016年8月20日）[48]　ほか

## 出版物
DVD VHS
- ゴリパラ見聞録 Vol.1～12 （2014年 - ）
- お笑い全員集合〜先輩ノリ弁でしたっけシャケ弁でしたっけ(C)堀内健（1999年）
  - お笑い全員集合 俺とワイフのバースデイ(C)堀内健（2000年）
- 渡辺プロライブスペシャル2000（2000年）
- 内村プロデュース 劇団プロデョーヌ旗揚げ公演 お笑い 真夏の夜の夢 完全版（2001年）
  - 内村プロデュース 劇団プロデョーヌ第2回公演 お笑いシェイクスピア お気に召すまま〜ん 完全版（2003年）
- OUT OF ORDER vol.1（2003年）
- 笑笑 気合い連発おもいきり腹痛亭 第一巻（2004年）
- OUT OF ORDER 笑うな! VOL.1〜2（2004年）
- 「死球〜DEAD BALLから」vol.3 あなたにも必ず飛んでくるであろう人生の死球（2005年）
- マジ☆ワラ vol.4（2005年）
- WEL爆笑JAPANツアー2005（2005年）
- WEL-21 〜大集合！21組ネタスペシャル！〜（2006年）
- アメトーーク! DVD 24（2012年） ※博多華丸・博多大吉芸人に出演

＜斉藤のみ＞
- 特命係長 只野仁 ドラマシリーズ DVD（2003年 - 2012年）
  - 特命係長 只野仁 最後の劇場版（2009年）
- めんたいぴりり（2014年）
  - めんたいぴりり2（2015年）
- ナンデモ特命係発見らくちゃく! Vol.1（2017年）

書籍
- ゴリパラ見聞録 公式BOOK ウォーカームック（2017年）
- ゴリパラ新聞（九州ウォーカー、2016年～2020年）（2020年6月・7月の最終号では、ゴリパラ3人の特別寄稿が掲載された[49]）
- こどもとおでかけ 九州パパママWalker 2019-2020[50]※矢野のみ。

CD
- 『オン・ザ・ロード』ゴリパラ（2019年3月27日、avex trax）※ゴリパラ（ゴリけん＆パラシュート部隊）名義

## コラボレーション商品
- ゴリパラーメン（2023年（魚介とんこつ風）[51]、2024年（水炊き風）[52]）

## スパゲッティ体操
- 矢野を子ども達から愛される体操のお兄さんにするべく2023年2月に立ち上げた企画。同年6月には、ハリーホークとドアラが踊った動画がTwitterに投稿され話題となった[53]。